# Djamel Boudjelti
Djamel Boudjelti (en arabe : جمال بوجلطي), est un footballeur international algérien né le 3 mars 1960 à Alger. Il évoluait au poste de gardien de but.

## Biographie
Djamel Boudjelti reçoit quatre sélections en équipe d'Algérie entre 1989 et 1991. Il joue son premier match en équipe nationale le 1er novembre 1989, en amical contre la Tunisie (score : 0-0). Il joue son dernier match le 3 avril 1991, en amical contre le Maroc.
En club, il évolue pendant 14 saisons avec l'équipe du CR Belouizdad.

## Statistiques

### Avec l'équipe d'Algérie
Le tableau suivant indique les rencontres de l'équipe d'Algérie dans lesquelles Djamel Boudjelti a été sélectionné, du 1er novembre 1989 jusqu'au 3 avril 1991.

## Palmarès
- Finaliste de la Coupe d'Algérie en 1988 avec le CR Belouizdad